# وسادة

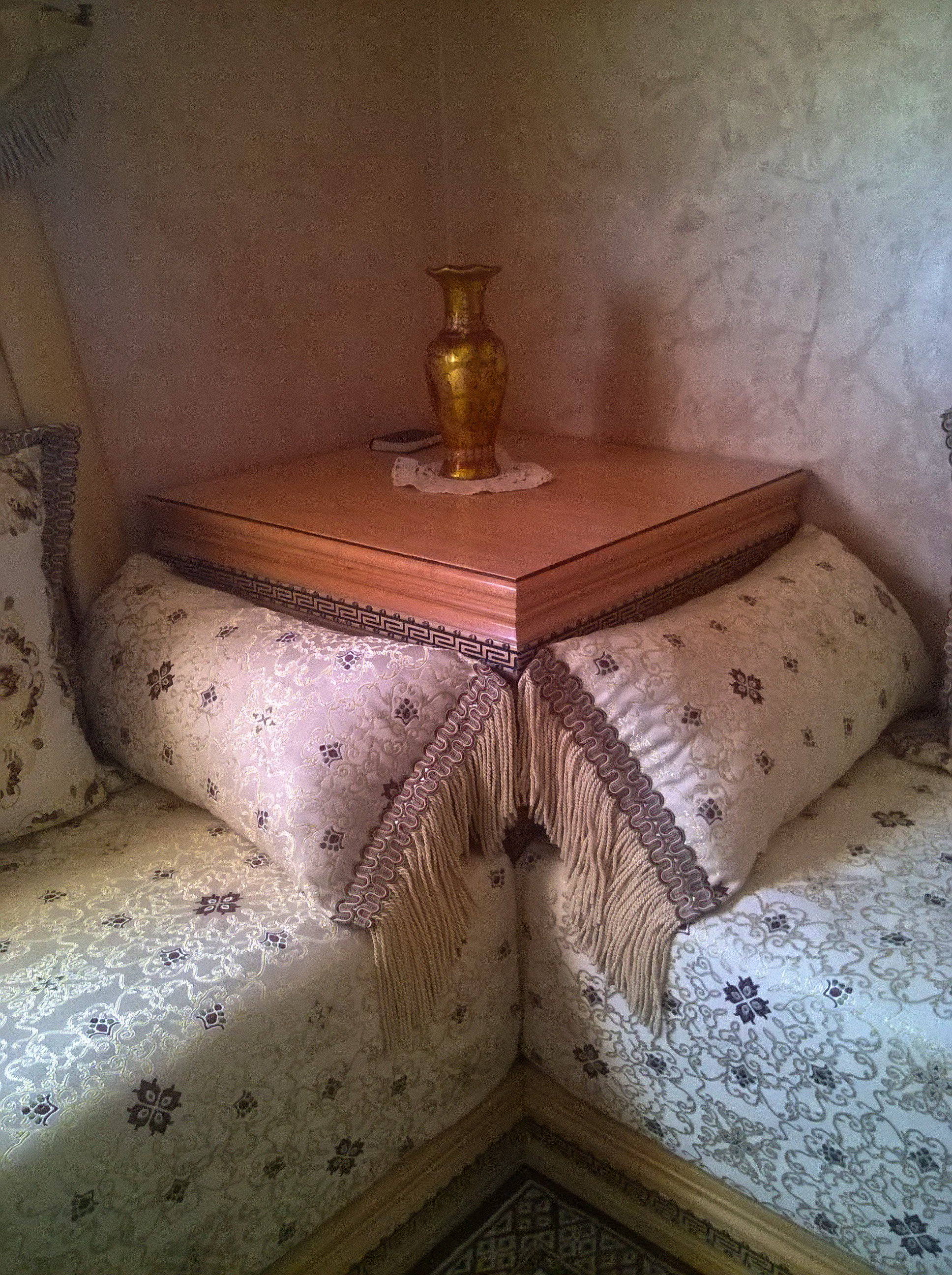
وسائد على زاوية أريكة، في صالة مغاربية.

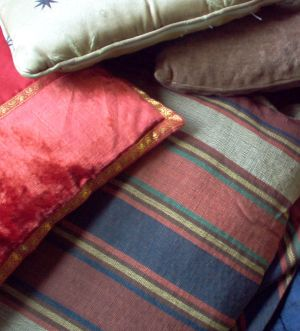
وسائد متركمة فوق بعضها، بأشكال مختلفة.

الوسادة (الجمع: وِِسَادات، وَسائِد) أو الـمِخَدة (الجمع: مِخَدَّات، مَخادّ) أو المِصدغة (الجمع: مَصَادِغ) هي كل ما يوضَع تحت الرأس، وإن كان من تراب أَو حِجارة الوسادة بشكل عام هي كيس من القماش محشو بمادة طرية يستعمل للنوم بوضعه تحت الرأس أو يستعمل للاسترخاء، ولها أحجام وأنواع عديدة.
تختلف الخامات التي تصنع منها الوسادات، وبناء عليه يختلف سعرها.

## أنواع الوسائد

### من أنواع الوسائد
1. وسادة النوم.
2. وسادة استرخاء وتجميل.
3. الوسادة الطبية.
4. وسادة السيارة.

قديماً كان يحشى هذا الكيس بالقش، ولكن الآن يمكن حشو هذا الكيس بمواد طرية أخرى كثيرة ومنها القطن والفيبر والإسفنج وريش الطيور وخاصة ريش النعام وغيرها.